# Dipòsit del Pla de l'Aigua
El Dipòsit del Pla de l'Aigua és un antic dipòsit d'aigua del municipi de Lleida, i monument protegit com a bé cultural d'interès local. Amb el campament de La Canadiense, els pous de gel i el molí de Sant Anastasi forma el Museu de l'Aigua.
És un dipòsit soterrat de planta quadrada sota el nivell de la plaça del Dipòsit, format per 25 pilastres que sustenten la volta de sis naus amb 35 arcs. El dipòsit es tradueix a l'exterior mitjançant un respirador que serveix també de font pública. S'omplia d'aigua pel canal de Pinyana.

## Història
Els serveis de clavegueres i assortiment d'aigua potable ja estaven planificats i iniciats quan el mariscal Lluís de Blondel va ser nomenat corregidor de Lleida per Carles III. L'any 1785 havien començat les obres d'excavació per a la construcció d'aquest dipòsit al Pla dels Gramàtics, que per aquesta raó s'anomena d'ací avant el Pla de l'Aigua, el qual per primera vegada assortí totes les fonts de la ciutat. Sota la direcció personal del mariscal es construí el dipòsit que alimentava una seguida de sis fonts públiques, les de l'Ensenyança, de la Catedral, de l'Hospital, del Roser, de Sant Francesc i de les Sirenes.
Va ser restaurat a la fi del segle xx i es pot visitar. Des de desembre 2015 s'hi ha instal·lat un ascensor per facilitar l'accés a persones amb mobilitat reduïda.